# Mannschaftsaufstellungen der Schacholympiade der Frauen 1992
Die Tabellen nennen die Aufstellung der Mannschaften bei der Schacholympiade der Frauen 1992 in Manila. Es beteiligten sich 62 Mannschaften, darunter zusätzlich eine B-Mannschaft des Gastgeberlandes. Sie absolvierten ein Turnier über 14 Runden im Schweizer System. Zu jedem Team gehörten drei Spielerinnen und maximal eine Ersatzspielerin. Für die Platzierung der Mannschaften waren die Brettpunkte vor der Buchholz-Wertung und den Mannschaftspunkten maßgeblich.

## Mannschaften

### 1. Georgien
| Platz | Land                 | G  | R | V | Brettp. | Mannschaftsp. |
| ----- | -------------------- | -- | - | - | ------- | ------------- |
| 1     | Georgien             | 11 | 3 | 0 | 30,5    | 25            |
| Brett | Spielerin            | G  | R | V | Punkte  | Partien       |
| 1     | Maia Tschiburdanidse | 10 | 3 | 0 | 11,5    | 13            |
| 2     | Nona Gaprindaschwili | 03 | 2 | 4 | 4       | 9             |
| 3     | Nana Iosseliani      | 09 | 2 | 1 | 10      | 12            |
| R     | Nino Gurieli         | 05 | 0 | 3 | 5       | 8             |

### 2. Ukraine
| Platz | Land                         | G  | R | V | Brettp. | Mannschaftsp. |
| ----- | ---------------------------- | -- | - | - | ------- | ------------- |
| 2     | Ukraine                      | 09 | 4 | 1 | 29      | 22            |
| Brett | Spielerin                    | G  | R | V | Punkte  | Partien       |
| 1     | Alissa Galljamowa-Iwantschuk | 10 | 2 | 2 | 11      | 14            |
| 2     | Marta Litinskaja             | 05 | 4 | 2 | 7       | 11            |
| 3     | Iryna Tscheluschkina         | 06 | 4 | 2 | 8       | 12            |
| R     | Lydyja Semenowa              | 01 | 4 | 0 | 3       | 5             |

### 3. China
| Platz | Land                | G | R | V | Brettp. | Mannschaftsp. |
| ----- | ------------------- | - | - | - | ------- | ------------- |
| 3     | Volksrepublik China | 9 | 2 | 3 | 28,5    | 20            |
| Brett | Spielerin           | G | R | V | Punkte  | Partien       |
| 1     | Xie Jun             | 9 | 2 | 2 | 10      | 13            |
| 2     | Peng Zhaoqin        | 5 | 0 | 4 | 5       | 9             |
| 3     | Wang Pin            | 4 | 2 | 3 | 5       | 9             |
| R     | Qin Kanying         | 6 | 5 | 0 | 8,5     | 11            |

### 4. Ungarn
| Platz | Land                   | G  | R | V | Brettp. | Mannschaftsp. |
| ----- | ---------------------- | -- | - | - | ------- | ------------- |
| 4     | Ungarn                 | 13 | 0 | 1 | 26,5    | 20            |
| Brett | Spielerin              | G  | R | V | Punkte  | Partien       |
| 1     | Ildikó Mádl            | 05 | 5 | 3 | 7,5     | 13            |
| 2     | Tünde Csonkics         | 05 | 5 | 3 | 7,5     | 13            |
| 3     | Zsuzsa Verőci-Petronić | 06 | 5 | 0 | 8,5     | 11            |
| R     | Júlia Horváth          | 01 | 4 | 0 | 3       | 5             |

### 5. Russland
| Platz | Land                | G  | R | V | Brettp. | Mannschaftsp. |
| ----- | ------------------- | -- | - | - | ------- | ------------- |
| 5     | Russland            | 10 | 1 | 3 | 26      | 21            |
| Brett | Spielerin           | G  | R | V | Punkte  | Partien       |
| 1     | Julija Djomina      | 03 | 3 | 4 | 4,5     | 10            |
| 2     | Swetlana Prudnikowa | 07 | 3 | 1 | 8,5     | 11            |
| 3     | Tatjana Schumjakina | 05 | 3 | 4 | 6,5     | 12            |
| R     | Tatjana Stepowaja   | 06 | 1 | 2 | 6,5     | 9             |

### 6. Rumänien
| Platz | Land                  | G | R | V | Brettp. | Mannschaftsp. |
| ----- | --------------------- | - | - | - | ------- | ------------- |
| 6     | Rumänien              | 6 | 3 | 5 | 25      | 15            |
| Brett | Spielerin             | G | R | V | Punkte  | Partien       |
| 1     | Cristina-Adela Foișor | 6 | 2 | 4 | 7       | 12            |
| 2     | Daniela Nutu-Gajic    | 5 | 5 | 3 | 7,5     | 13            |
| 3     | Elena-Luminița Radu   | 3 | 5 | 2 | 5,5     | 10            |
| R     | Corina-Isabela Peptan | 4 | 2 | 1 | 5       | 7             |

### 7. Aserbaidschan
| Platz | Land              | G | R | V | Brettp. | Mannschaftsp. |
| ----- | ----------------- | - | - | - | ------- | ------------- |
| 7     | Aserbaidschan     | 8 | 3 | 3 | 25      | 19            |
| Brett | Spielerin         | G | R | V | Punkte  | Partien       |
| 1     | Ainur Sofieva     | 5 | 4 | 3 | 7       | 12            |
| 2     | Firuza Velikhanli | 7 | 3 | 4 | 8,5     | 14            |
| 3     | Ilaha Kadimova    | 7 | 4 | 2 | 9       | 13            |
| R     | Fanara Babaeva    | 0 | 1 | 2 | 0,5     | 3             |

### 8. Kasachstan
| Platz | Land             | G | R | V | Brettp. | Mannschaftsp. |
| ----- | ---------------- | - | - | - | ------- | ------------- |
| 8     | Kasachstan       | 7 | 3 | 4 | 24,5    | 17            |
| Brett | Spielerin        | G | R | V | Punkte  | Partien       |
| 1     | Gulnar Sakhatova | 4 | 3 | 5 | 5,5     | 12            |
| 2     | Elvira Sakhatova | 3 | 7 | 1 | 6,5     | 11            |
| 3     | Lyazzat Tazhieva | 6 | 3 | 2 | 7,5     | 11            |
| R     | Fljura Uskowa    | 3 | 4 | 1 | 5       | 8             |

### 9. USA
| Platz | Land                          | G | R | V | Brettp. | Mannschaftsp. |
| ----- | ----------------------------- | - | - | - | ------- | ------------- |
| 9     | Vereinigte Staaten            | 8 | 1 | 5 | 24,5    | 17            |
| Brett | Spielerin                     | G | R | V | Punkte  | Partien       |
| 1     | Irina Levitina                | 6 | 2 | 4 | 7       | 12            |
| 2     | Elena Donaldson-Akhmilovskaya | 6 | 3 | 3 | 7,5     | 12            |
| 3     | Esther Epstein                | 2 | 3 | 3 | 3,5     | 8             |
| R     | Yuliya Levitan                | 5 | 3 | 2 | 6,5     | 10            |

### 10. Tschechoslowakei
| Platz | Land                  | G | R | V | Brettp. | Mannschaftsp. |
| ----- | --------------------- | - | - | - | ------- | ------------- |
| 10    | Tschechoslowakei      | 8 | 2 | 4 | 24      | 18            |
| Brett | Spielerin             | G | R | V | Punkte  | Partien       |
| 1     | Eliška Richtrová      | 5 | 6 | 3 | 8       | 14            |
| 2     | Jana Hájková-Mašková  | 3 | 4 | 4 | 5       | 11            |
| 3     | Eva Repková           | 9 | 1 | 3 | 9,5     | 13            |
| R     | Petra Kišová-Poláková | 0 | 3 | 1 | 1,5     | 4             |

### 11. Estland
| Platz | Land             | G | R | V | Brettp. | Mannschaftsp. |
| ----- | ---------------- | - | - | - | ------- | ------------- |
| 11    | Estland          | 6 | 5 | 3 | 24      | 17            |
| Brett | Spielerin        | G | R | V | Punkte  | Partien       |
| 1     | Tatjana Fomina   | 5 | 5 | 3 | 7,5     | 13            |
| 2     | Monika Tsõganova | 5 | 4 | 3 | 7       | 12            |
| 3     | Maaja Ranniku    | 5 | 3 | 3 | 6,5     | 11            |
| R     | Tuulikki Laesson | 3 | 0 | 3 | 3       | 6             |

### 12. Lettland
| Platz | Land           | G | R | V | Brettp. | Mannschaftsp. |
| ----- | -------------- | - | - | - | ------- | ------------- |
| 12    | Lettland       | 5 | 4 | 5 | 24      | 14            |
| Brett | Spielerin      | G | R | V | Punkte  | Partien       |
| 1     | Ingūna Erneste | 5 | 3 | 4 | 6,5     | 12            |
| 2     | Anda Šafranska | 6 | 0 | 6 | 6       | 12            |
| 3     | Guna Skujiņa   | 3 | 1 | 3 | 3,5     | 7             |
| R     | Anna Hahn      | 6 | 4 | 1 | 8       | 11            |

In der ersten Runde gewann die lettische Mannschaft kampflos gegen die nicht angereiste Vertretung aus Simbabwe. Der Sieg ist in der Gesamtbilanz und den Einzelbilanzen der drei Stammspielerinnen berücksichtigt.

### 13. Polen
| Platz | Land                    | G | R | V | Brettp. | Mannschaftsp. |
| ----- | ----------------------- | - | - | - | ------- | ------------- |
| 13    | Polen                   | 6 | 4 | 4 | 23,5    | 16            |
| Brett | Spielerin               | G | R | V | Punkte  | Partien       |
| 1     | Agnieszka Brustman      | 6 | 5 | 3 | 8,5     | 14            |
| 2     | Krystyna Dąbrowska      | 3 | 3 | 4 | 4,5     | 10            |
| 3     | Małgorzata Bednarska    | 4 | 2 | 4 | 5       | 10            |
| R     | Hanna Ereńska-Radzewska | 5 | 1 | 2 | 5,5     | 8             |

### 14. Bulgarien
| Platz | Land                | G | R | V | Brettp. | Mannschaftsp. |
| ----- | ------------------- | - | - | - | ------- | ------------- |
| 14    | Bulgarien           | 7 | 2 | 5 | 23,5    | 16            |
| Brett | Spielerin           | G | R | V | Punkte  | Partien       |
| 1     | Margarita Wojska    | 3 | 7 | 3 | 6,5     | 13            |
| 2     | Maja Koen           | 6 | 3 | 3 | 7,5     | 12            |
| 3     | Pawlina Angelowa    | 6 | 1 | 4 | 6,5     | 11            |
| R     | Antoaneta Stefanowa | 2 | 2 | 2 | 3       | 6             |

### 15. Kirgisistan
| Platz | Land                 | G | R | V | Brettp. | Mannschaftsp. |
| ----- | -------------------- | - | - | - | ------- | ------------- |
| 15    | Kirgisistan          | 7 | 2 | 5 | 23      | 16            |
| Brett | Spielerin            | G | R | V | Punkte  | Partien       |
| 1     | Swetlana Matwejewa   | 5 | 4 | 4 | 7       | 13            |
| 2     | Irina Ostry          | 5 | 5 | 3 | 7,5     | 13            |
| 3     | Sofia Sabirova       | 6 | 2 | 5 | 7       | 13            |
| R     | Bakhtygul Tilenbaeva | 1 | 1 | 1 | 1,5     | 3             |

### 16. Litauen
| Platz | Land                | G | R | V | Brettp. | Mannschaftsp. |
| ----- | ------------------- | - | - | - | ------- | ------------- |
| 16    | Litauen             | 6 | 3 | 5 | 23      | 15            |
| Brett | Spielerin           | G | R | V | Punkte  | Partien       |
| 1     | Camilla Baginskaite | 7 | 5 | 1 | 9,5     | 13            |
| 2     | Renata Turauskienė  | 4 | 2 | 5 | 5       | 11            |
| 3     | Rita Dambravaitė    | 1 | 2 | 5 | 2       | 8             |
| R     | Asta Dambravaitė    | 5 | 3 | 2 | 6,5     | 10            |

### 17. Moldawien
| Platz | Land                | G | R | V | Brettp. | Mannschaftsp. |
| ----- | ------------------- | - | - | - | ------- | ------------- |
| 17    | Moldawien           | 6 | 5 | 3 | 23      | 17            |
| Brett | Spielerin           | G | R | V | Punkte  | Partien       |
| 1     | Marina Sheremetieva | 6 | 3 | 5 | 7,5     | 14            |
| 2     | Almira Scripcenco   | 5 | 3 | 6 | 6,5     | 14            |
| 3     | Naira Agababean     | 8 | 2 | 4 | 9       | 14            |

Die Ersatzspielerin N. Russu wurde im Turnierverlauf nicht eingesetzt.

### 18. Indonesien
| Platz | Land                       | G | R | V | Brettp. | Mannschaftsp. |
| ----- | -------------------------- | - | - | - | ------- | ------------- |
| 18    | Indonesien                 | 6 | 3 | 5 | 22,5    | 15            |
| Brett | Spielerin                  | G | R | V | Punkte  | Partien       |
| 1     | Lisa Karlina Lumongdong    | 2 | 5 | 7 | 4,5     | 14            |
| 2     | Lindri Juni Wijayanti      | 8 | 2 | 3 | 9       | 13            |
| 3     | Maria Lucia Ratna Sulistya | 6 | 5 | 3 | 8,5     | 14            |
| R     | Herwati                    | 0 | 1 | 0 | 0,5     | 1             |

### 19. Schweiz
| Platz | Land               | G | R | V | Brettp. | Mannschaftsp. |
| ----- | ------------------ | - | - | - | ------- | ------------- |
| 19    | Schweiz            | 5 | 5 | 4 | 22,5    | 15            |
| Brett | Spielerin          | G | R | V | Punkte  | Partien       |
| 1     | Tatjana Lematschko | 7 | 5 | 1 | 9,5     | 13            |
| 2     | Barbara Hund       | 5 | 4 | 4 | 7       | 13            |
| 3     | Claude Baumann     | 2 | 4 | 5 | 4       | 11            |
| R     | Corinne Schneider  | 1 | 2 | 2 | 2       | 5             |

### 20. Griechenland
| Platz | Land               | G | R | V | Brettp. | Mannschaftsp. |
| ----- | ------------------ | - | - | - | ------- | ------------- |
| 20    | Griechenland       | 6 | 2 | 6 | 22,5    | 14            |
| Brett | Spielerin          | G | R | V | Punkte  | Partien       |
| 1     | Marina Makropoulou | 6 | 4 | 4 | 8       | 14            |
| 2     | Anna-Maria Botsari | 8 | 0 | 5 | 8       | 13            |
| 3     | Eva Kondou         | 3 | 4 | 3 | 5       | 10            |
| R     | Aspasia Giaidzi    | 1 | 1 | 3 | 1,5     | 5             |

### 21. Turkmenistan
| Platz | Land          | G | R | V | Brettp. | Mannschaftsp. |
| ----- | ------------- | - | - | - | ------- | ------------- |
| 21    | Turkmenistan  | 7 | 0 | 7 | 22,5    | 14            |
| Brett | Spielerin     | G | R | V | Punkte  | Partien       |
| 1     | Maiza Ovezova | 7 | 4 | 3 | 9       | 14            |
| 2     | Larisa Odeeva | 6 | 5 | 3 | 8,5     | 14            |
| 3     | G. Khamraeva  | 4 | 2 | 8 | 5       | 14            |

Die Ersatzspielerin Halbagt Reimova kam nicht zum Einsatz.

### 22. England
| Platz | Land           | G | R | V | Brettp. | Mannschaftsp. |
| ----- | -------------- | - | - | - | ------- | ------------- |
| 22    | England        | 5 | 4 | 5 | 22      | 14            |
| Brett | Spielerin      | G | R | V | Punkte  | Partien       |
| 1     | Susan Arkell   | 5 | 6 | 1 | 8       | 12            |
| 2     | Jana Bellin    | 2 | 6 | 3 | 5       | 11            |
| 3     | Sheila Jackson | 3 | 6 | 2 | 6       | 11            |
| R     | Natasha Regan  | 2 | 2 | 4 | 3       | 8             |

### 23. Mongolei
| Platz | Land                  | G | R | V | Brettp. | Mannschaftsp. |
| ----- | --------------------- | - | - | - | ------- | ------------- |
| 23    | Mongolei              | 7 | 2 | 5 | 22      | 16            |
| Brett | Spielerin             | G | R | V | Punkte  | Partien       |
| 1     | Tuvshintogs Batceceg  | 7 | 1 | 5 | 7,5     | 13            |
| 2     | Nyamaa Tungalag       | 4 | 0 | 7 | 4       | 11            |
| 3     | Baasanjav Undrahbuyan | 6 | 2 | 3 | 7       | 11            |
| R     | Sh. Batcengel         | 3 | 1 | 3 | 3,5     | 7             |

### 24. Indien
| Platz | Land              | G | R | V | Brettp. | Mannschaftsp. |
| ----- | ----------------- | - | - | - | ------- | ------------- |
| 24    | Indien            | 7 | 3 | 4 | 22      | 17            |
| Brett | Spielerin         | G | R | V | Punkte  | Partien       |
| 1     | Anupama Gokhale   | 4 | 3 | 4 | 5,5     | 11            |
| 2     | Reddy Saritha     | 3 | 3 | 5 | 4,5     | 11            |
| 3     | Pushpalata Mangal | 4 | 5 | 2 | 6,5     | 11            |
| R     | Mrunalini Kunte   | 3 | 5 | 1 | 5,5     | 9             |

### 25. Israel
| Platz | Land             | G | R | V | Brettp. | Mannschaftsp. |
| ----- | ---------------- | - | - | - | ------- | ------------- |
| 25    | Israel           | 5 | 4 | 5 | 22      | 14            |
| Brett | Spielerin        | G | R | V | Punkte  | Partien       |
| 1     | Anna Segal       | 4 | 2 | 6 | 5       | 12            |
| 2     | M. Yermolinskaya | 7 | 4 | 3 | 9       | 14            |
| 3     | Irina Zak        | 3 | 2 | 4 | 4       | 9             |
| R     | Nadia Fokin      | 3 | 2 | 2 | 4       | 7             |

### 26. Slowenien
| Platz | Land           | G | R | V | Brettp. | Mannschaftsp. |
| ----- | -------------- | - | - | - | ------- | ------------- |
| 26    | Slowenien      | 5 | 4 | 5 | 22      | 14            |
| Brett | Spielerin      | G | R | V | Punkte  | Partien       |
| 1     | Milka Ankerst  | 6 | 2 | 5 | 7       | 13            |
| 2     | Narcisa Mihevc | 5 | 3 | 4 | 6,5     | 12            |
| 3     | Anita Ličina   | 3 | 3 | 4 | 4,5     | 10            |
| R     | Kiti Grosar    | 3 | 2 | 2 | 4       | 7             |

### 27. Bangladesch
| Platz | Land                  | G | R | V | Brettp. | Mannschaftsp. |
| ----- | --------------------- | - | - | - | ------- | ------------- |
| 27    | Bangladesch           | 6 | 3 | 4 | 22      | 17            |
| Brett | Spielerin             | G | R | V | Punkte  | Partien       |
| 1     | Tanima Parveen        | 3 | 4 | 5 | 5       | 12            |
| 2     | Seyda Shabana Parveen | 3 | 6 | 1 | 6       | 10            |
| 3     | Afroza Khanam         | 3 | 2 | 5 | 4       | 10            |
| R     | Rokshana Gulshan      | 5 | 1 | 1 | 5,5     | 7             |

In der letzten Runde erhielt Bangladesh ein Freilos, welches mit 2 Mannschafts- und 1,5 Brettpunkten bewertet wurde.

### 28. Niederlande
| Platz | Land                      | G | R | V | Brettp. | Mannschaftsp. |
| ----- | ------------------------- | - | - | - | ------- | ------------- |
| 28    | Niederlande               | 5 | 4 | 5 | 21,5    | 14            |
| Brett | Spielerin                 | G | R | V | Punkte  | Partien       |
| 1     | Erika Sziva               | 4 | 3 | 4 | 5,5     | 11            |
| 2     | Anne Marie Benschop       | 5 | 2 | 4 | 6       | 11            |
| 3     | Heleen van Arkel-de Greef | 2 | 4 | 3 | 4       | 9             |
| R     | Sylvia de Vries           | 3 | 6 | 2 | 6       | 11            |

### 29. Argentinien
| Platz | Land               | G | R | V | Brettp. | Mannschaftsp. |
| ----- | ------------------ | - | - | - | ------- | ------------- |
| 29    | Argentinien        | 5 | 5 | 4 | 21,5    | 15            |
| Brett | Spielerin          | G | R | V | Punkte  | Partien       |
| 1     | Claudia Amura      | 3 | 7 | 2 | 6,5     | 12            |
| 2     | Liliana Burijovich | 5 | 3 | 4 | 6,5     | 12            |
| 3     | Sandra Malajovich  | 2 | 6 | 3 | 5       | 11            |
| R     | Laura Herrera      | 2 | 3 | 2 | 3,5     | 7             |

### 30. Kroatien
| Platz | Land                  | G | R | V | Brettp. | Mannschaftsp. |
| ----- | --------------------- | - | - | - | ------- | ------------- |
| 30    | Kroatien              | 5 | 5 | 4 | 21,5    | 15            |
| Brett | Spielerin             | G | R | V | Punkte  | Partien       |
| 1     | Snježana Bažaj-Bočkai | 3 | 4 | 4 | 5       | 11            |
| 2     | Vlasta Maček          | 6 | 0 | 5 | 6       | 11            |
| 3     | Zorica Puljek         | 3 | 2 | 4 | 4       | 9             |
| R     | Tanja Belamarić       | 4 | 5 | 2 | 6,5     | 11            |

### 31. Bosnien und Herzegowina
| Platz | Land                    | G | R | V | Brettp. | Mannschaftsp. |
| ----- | ----------------------- | - | - | - | ------- | ------------- |
| 31    | Bosnien und Herzegowina | 4 | 4 | 6 | 21,5    | 12            |
| Brett | Spielerin               | G | R | V | Punkte  | Partien       |
| 1     | Vesna Bašagić           | 7 | 3 | 4 | 8,5     | 14            |
| 2     | Mara Đeno               | 6 | 1 | 7 | 6,5     | 14            |
| 3     | Dijana Gašo             | 4 | 5 | 5 | 6,5     | 14            |

Die Ersatzspielerin S. Ninković kam nicht zum Einsatz.

### 32. Schweden
| Platz | Land               | G | R | V | Brettp. | Mannschaftsp. |
| ----- | ------------------ | - | - | - | ------- | ------------- |
| 32    | Schweden           | 5 | 4 | 5 | 21,5    | 14            |
| Brett | Spielerin          | G | R | V | Punkte  | Partien       |
| 1     | Viktoria Johansson | 6 | 3 | 4 | 7,5     | 13            |
| 2     | Borislava Borisova | 7 | 2 | 3 | 8       | 12            |
| 3     | Eva Jiretorn       | 0 | 2 | 5 | 1       | 7             |
| R     | Lena Samuelsson    | 2 | 6 | 2 | 5       | 10            |

### 33. Armenien
| Platz | Land               | G | R | V | Brettp. | Mannschaftsp. |
| ----- | ------------------ | - | - | - | ------- | ------------- |
| 33    | Armenien           | 5 | 2 | 7 | 21,5    | 12            |
| Brett | Spielerin          | G | R | V | Punkte  | Partien       |
| 1     | Ludmila Aslanian   | 5 | 5 | 3 | 7,5     | 13            |
| 2     | Erna Khalafian     | 2 | 2 | 6 | 3       | 10            |
| 3     | Elina Danieljan    | 4 | 2 | 3 | 5       | 9             |
| R     | Narine Karakashian | 5 | 2 | 3 | 6       | 10            |

In der ersten Runde gewann die armenische Mannschaft kampflos gegen die nicht angereiste Vertretung aus Marokko. Der Sieg ist in der Gesamtbilanz und den Einzelbilanzen außer bei Danieljan berücksichtigt.

### 34. Vietnam
| Platz | Land                 | G | R | V | Brettp. | Mannschaftsp. |
| ----- | -------------------- | - | - | - | ------- | ------------- |
| 34    | Vietnam              | 7 | 1 | 6 | 21,5    | 15            |
| Brett | Spielerin            | G | R | V | Punkte  | Partien       |
| 1     | Phan Huỳnh Băng Ngân | 3 | 2 | 6 | 4       | 11            |
| 2     | Phạm Ngọc Thanh      | 5 | 2 | 4 | 6       | 11            |
| 3     | Mai Thị Thanh Hương  | 6 | 1 | 4 | 6,5     | 11            |
| R     | Trần Thị Minh Châu   | 3 | 4 | 2 | 5       | 9             |

### 35. Brasilien
| Platz | Land               | G | R | V | Brettp. | Mannschaftsp. |
| ----- | ------------------ | - | - | - | ------- | ------------- |
| 35    | Brasilien          | 7 | 1 | 6 | 21,5    | 15            |
| Brett | Spielerin          | G | R | V | Punkte  | Partien       |
| 1     | Joara Chaves       | 3 | 2 | 5 | 4       | 10            |
| 2     | Palas Atena Veloso | 0 | 3 | 5 | 1,5     | 8             |
| 3     | Regina Ribeiro     | 8 | 2 | 2 | 9       | 12            |
| R     | Jussara Chaves     | 6 | 2 | 4 | 7       | 12            |

### 36. Deutschland
| Platz | Land               | G | R | V | Brettp. | Mannschaftsp. |
| ----- | ------------------ | - | - | - | ------- | ------------- |
| 36    | Deutschland        | 7 | 2 | 5 | 21      | 16            |
| Brett | Spielerin          | G | R | V | Punkte  | Partien       |
| 1     | Gisela Fischdick   | 1 | 8 | 2 | 5       | 11            |
| 2     | Brigitte Burchardt | 7 | 1 | 4 | 7,5     | 12            |
| 3     | Gundula Heinatz    | 2 | 3 | 4 | 3,5     | 9             |
| R     | Constanze Jahn     | 3 | 4 | 3 | 5       | 10            |

### 37. Norwegen
| Platz | Land                  | G | R | V | Brettp. | Mannschaftsp. |
| ----- | --------------------- | - | - | - | ------- | ------------- |
| 37    | Norwegen              | 6 | 2 | 6 | 21      | 14            |
| Brett | Spielerin             | G | R | V | Punkte  | Partien       |
| 1     | Ingrid Dahl           | 2 | 5 | 5 | 4,5     | 12            |
| 2     | Sheila Barth Berntsen | 7 | 4 | 3 | 9       | 14            |
| 3     | Sylvia Johnsen        | 5 | 4 | 3 | 7       | 12            |
| R     | Laila Sidselrud       | 0 | 1 | 3 | 0,5     | 4             |

### 38. Australien
| Platz | Land             | G | R | V | Brettp. | Mannschaftsp. |
| ----- | ---------------- | - | - | - | ------- | ------------- |
| 38    | Australien       | 6 | 2 | 6 | 21      | 14            |
| Brett | Spielerin        | G | R | V | Punkte  | Partien       |
| 1     | Biljana Dekic    | 5 | 6 | 3 | 8       | 14            |
| 2     | Natalie Mills    | 7 | 2 | 5 | 8       | 14            |
| 3     | Carin Craig      | 1 | 3 | 4 | 2,5     | 8             |
| R     | Catherine Rogers | 1 | 3 | 2 | 2,5     | 6             |

### 39. Philippinen
| Platz | Land                   | G | R | V | Brettp. | Mannschaftsp. |
| ----- | ---------------------- | - | - | - | ------- | ------------- |
| 39    | Philippinen            | 6 | 2 | 6 | 21      | 14            |
| Brett | Spielerin              | G | R | V | Punkte  | Partien       |
| 1     | Christine Rose Mariano | 5 | 1 | 6 | 5,5     | 12            |
| 2     | Girmie Fontanilla      | 3 | 4 | 3 | 5       | 10            |
| 3     | Ludy Ortega-Nadera     | 2 | 6 | 2 | 5       | 10            |
| R     | Susan Itaas            | 5 | 1 | 4 | 5,5     | 10            |

### 40. Österreich
| Platz | Land                   | G | R | V | Brettp. | Mannschaftsp. |
| ----- | ---------------------- | - | - | - | ------- | ------------- |
| 40    | Österreich             | 5 | 2 | 7 | 20      | 12            |
| Brett | Spielerin              | G | R | V | Punkte  | Partien       |
| 1     | Jutta Borek            | 4 | 4 | 4 | 6       | 12            |
| 2     | Helene Mira            | 4 | 3 | 5 | 5,5     | 12            |
| 3     | Maria Horvath          | 4 | 3 | 3 | 5,5     | 10            |
| R     | Renata Zahorovska-Kosc | 1 | 4 | 3 | 3       | 8             |

### 41. Spanien
| Platz | Land                         | G | R | V | Brettp. | Mannschaftsp. |
| ----- | ---------------------------- | - | - | - | ------- | ------------- |
| 41    | Spanien                      | 4 | 4 | 6 | 20      | 12            |
| Brett | Spielerin                    | G | R | V | Punkte  | Partien       |
| 1     | Nieves García Vicente        | 2 | 7 | 2 | 5,5     | 11            |
| 2     | María Luisa Cuevas Rodríguez | 6 | 1 | 4 | 6,5     | 11            |
| 3     | Mónica Vilar López           | 3 | 3 | 5 | 4,5     | 11            |
| R     | Mónica Calzetta Ruiz         | 2 | 3 | 4 | 3,5     | 9             |

### 42. Schottland
| Platz | Land           | G | R | V | Brettp. | Mannschaftsp. |
| ----- | -------------- | - | - | - | ------- | ------------- |
| 42    | Schottland     | 6 | 1 | 7 | 20      | 13            |
| Brett | Spielerin      | G | R | V | Punkte  | Partien       |
| 1     | Helen Milligan | 5 | 3 | 4 | 6,5     | 12            |
| 2     | Alison Coull   | 4 | 3 | 4 | 5,5     | 11            |
| 3     | Alison McLure  | 2 | 3 | 6 | 3,5     | 11            |
| R     | Nancy Fixter   | 3 | 3 | 2 | 4,5     | 8             |

### 43. Venezuela
| Platz | Land                     | G | R | V | Brettp. | Mannschaftsp. |
| ----- | ------------------------ | - | - | - | ------- | ------------- |
| 43    | Venezuela                | 5 | 3 | 6 | 20      | 13            |
| Brett | Spielerin                | G | R | V | Punkte  | Partien       |
| 1     | Nathali Sequera          | 2 | 3 | 7 | 3,5     | 12            |
| 2     | Josefina Martínez Aleidi | 1 | 2 | 7 | 2       | 10            |
| 3     | Amelia Hernández         | 6 | 4 | 1 | 8       | 11            |
| R     | Luisana Mujica           | 6 | 1 | 2 | 6,5     | 9             |

### 44. Finnland
| Platz | Land                | G | R | V | Brettp. | Mannschaftsp. |
| ----- | ------------------- | - | - | - | ------- | ------------- |
| 44    | Finnland            | 5 | 3 | 6 | 19,5    | 13            |
| Brett | Spielerin           | G | R | V | Punkte  | Partien       |
| 1     | Johanna Paasikangas | 7 | 2 | 4 | 8       | 13            |
| 2     | Niina Koskela       | 5 | 5 | 4 | 7,5     | 14            |
| 3     | Päivi Walta         | 0 | 3 | 4 | 1,5     | 7             |
| R     | Kirsi Säynäjäkangas | 0 | 5 | 3 | 2,5     | 8             |

### 45. Kanada
| Platz | Land             | G | R | V | Brettp. | Mannschaftsp. |
| ----- | ---------------- | - | - | - | ------- | ------------- |
| 45    | Kanada           | 6 | 3 | 5 | 19,5    | 15            |
| Brett | Spielerin        | G | R | V | Punkte  | Partien       |
| 1     | Nava Starr       | 7 | 4 | 2 | 9       | 13            |
| 2     | Diane Mongeau    | 1 | 3 | 5 | 2,5     | 9             |
| 3     | Vesma Baltgailis | 4 | 1 | 6 | 4,5     | 11            |
| R     | Smilja Vujosevic | 2 | 3 | 4 | 3,5     | 9             |

### 46. Frankreich
| Platz | Land            | G | R | V | Brettp. | Mannschaftsp. |
| ----- | --------------- | - | - | - | ------- | ------------- |
| 46    | Frankreich      | 6 | 1 | 7 | 19,5    | 13            |
| Brett | Spielerin       | G | R | V | Punkte  | Partien       |
| 1     | Christine Flear | 2 | 7 | 1 | 5,5     | 10            |
| 2     | Nicole Tagnon   | 2 | 0 | 7 | 2       | 9             |
| 3     | Virginie Mora   | 5 | 3 | 4 | 6,5     | 12            |
| R     | Claire Gervais  | 4 | 3 | 4 | 5,5     | 11            |

### 47. Malaysia
| Platz | Land                  | G | R | V | Brettp. | Mannschaftsp. |
| ----- | --------------------- | - | - | - | ------- | ------------- |
| 47    | Malaysia              | 4 | 4 | 6 | 19,5    | 12            |
| Brett | Spielerin             | G | R | V | Punkte  | Partien       |
| 1     | Audrey Wong           | 5 | 4 | 3 | 7       | 12            |
| 2     | Nurul Huda Wahiduddin | 4 | 1 | 6 | 4,5     | 11            |
| 3     | Geraldine Putra-Johns | 4 | 3 | 4 | 5,5     | 11            |
| R     | W. Lai                | 2 | 1 | 5 | 2,5     | 8             |

### 48. Türkei
| Platz | Land            | G | R | V | Brettp. | Mannschaftsp. |
| ----- | --------------- | - | - | - | ------- | ------------- |
| 48    | Türkei          | 5 | 2 | 7 | 19,5    | 12            |
| Brett | Spielerin       | G | R | V | Punkte  | Partien       |
| 1     | Nilüfer İpek    | 6 | 1 | 6 | 6,5     | 13            |
| 2     | Gülümser Öney   | 4 | 2 | 6 | 5       | 12            |
| 3     | Gülsevil Yılmaz | 4 | 4 | 3 | 6       | 11            |
| R     | Cavidan Aydemir | 1 | 2 | 3 | 2       | 6             |

### 49. Portugal
| Platz | Land                  | G | R | V | Brettp. | Mannschaftsp. |
| ----- | --------------------- | - | - | - | ------- | ------------- |
| 49    | Portugal              | 4 | 2 | 8 | 19,5    | 10            |
| Brett | Spielerin             | G | R | V | Punkte  | Partien       |
| 1     | Isabel Pereira Santos | 2 | 2 | 7 | 3       | 11            |
| 2     | Alda Carvalho         | 3 | 2 | 5 | 4       | 10            |
| 3     | Aida Ferreira         | 5 | 2 | 4 | 6       | 11            |
| R     | Maria do Céu Silva    | 4 | 5 | 1 | 6,5     | 10            |

### 50. Italien
| Platz | Land              | G | R | V | Brettp. | Mannschaftsp. |
| ----- | ----------------- | - | - | - | ------- | ------------- |
| 50    | Italien           | 5 | 2 | 7 | 19,5    | 12            |
| Brett | Spielerin         | G | R | V | Punkte  | Partien       |
| 1     | Giuliana Fittante | 4 | 0 | 8 | 4       | 12            |
| 2     | Erica Agosto      | 3 | 3 | 5 | 4,5     | 11            |
| 3     | Rosa Damasco      | 5 | 2 | 3 | 6       | 10            |
| R     | Vincenza Minniti  | 3 | 4 | 2 | 5       | 9             |

### 51. Philippinen B
| Platz | Land              | G | R | V | Brettp. | Mannschaftsp. |
| ----- | ----------------- | - | - | - | ------- | ------------- |
| 51    | Philippinen B     | 5 | 1 | 8 | 19,5    | 11            |
| Brett | Spielerin         | G | R | V | Punkte  | Partien       |
| 1     | Milagros Emperado | 1 | 0 | 7 | 1       | 8             |
| 2     | Genevieve Bolico  | 5 | 4 | 4 | 7       | 13            |
| 3     | Mary Celis        | 5 | 4 | 3 | 7       | 12            |
| R     | Rachel Pascua     | 4 | 1 | 4 | 4,5     | 9             |

### 52. Mexiko
| Platz | Land                      | G | R | V | Brettp. | Mannschaftsp. |
| ----- | ------------------------- | - | - | - | ------- | ------------- |
| 52    | Mexiko                    | 6 | 2 | 6 | 19      | 14            |
| Brett | Spielerin                 | G | R | V | Punkte  | Partien       |
| 1     | Yadira Hernández Guerrero | 6 | 4 | 3 | 8       | 13            |
| 2     | T. Mejia                  | 0 | 2 | 7 | 1       | 9             |
| 3     | María Bedolla Luz         | 1 | 2 | 5 | 2       | 8             |
| R     | María de Jesús Chávez     | 7 | 2 | 3 | 8       | 12            |

### 53. Wales
| Platz | Land           | G | R | V | Brettp. | Mannschaftsp. |
| ----- | -------------- | - | - | - | ------- | ------------- |
| 53    | Wales          | 5 | 1 | 8 | 19      | 11            |
| Brett | Spielerin      | G | R | V | Punkte  | Partien       |
| 1     | Jane Garwell   | 5 | 3 | 4 | 6,5     | 12            |
| 2     | Deborah Cooper | 5 | 1 | 5 | 5,5     | 11            |
| 3     | Diane Adams    | 2 | 2 | 7 | 3       | 11            |
| R     | Donna Furmage  | 3 | 2 | 3 | 4       | 8             |

### 54. Algerien
| Platz | Land          | G | R | V | Brettp. | Mannschaftsp. |
| ----- | ------------- | - | - | - | ------- | ------------- |
| 54    | Algerien      | 6 | 2 | 6 | 18,5    | 14            |
| Brett | Spielerin     | G | R | V | Punkte  | Partien       |
| 1     | Meriem Abbou  | 6 | 0 | 6 | 6       | 12            |
| 2     | F. Z. Rachedi | 4 | 0 | 6 | 4       | 10            |
| 3     | Asma Houli    | 5 | 2 | 7 | 6       | 14            |
| R     | Houda Houli   | 2 | 1 | 3 | 2,5     | 6             |

### 55. Singapur
| Platz | Land          | G | R | V | Brettp. | Mannschaftsp. |
| ----- | ------------- | - | - | - | ------- | ------------- |
| 55    | Singapur      | 5 | 3 | 6 | 18,5    | 13            |
| Brett | Spielerin     | G | R | V | Punkte  | Partien       |
| 1     | Winnie Tan    | 6 | 0 | 8 | 6       | 14            |
| 2     | Carolyn Seet  | 2 | 5 | 3 | 4,5     | 10            |
| 3     | Yip Fong Ling | 4 | 2 | 4 | 5       | 10            |
| R     | Carolyn Sng   | 2 | 2 | 4 | 3       | 8             |

### 56. Sri Lanka
| Platz | Land                | G | R | V | Brettp. | Mannschaftsp. |
| ----- | ------------------- | - | - | - | ------- | ------------- |
| 56    | Sri Lanka           | 5 | 1 | 8 | 17,5    | 11            |
| Brett | Spielerin           | G | R | V | Punkte  | Partien       |
| 1     | A. de Silva         | 3 | 0 | 8 | 3       | 11            |
| 2     | Vineetha Wijesuriya | 3 | 2 | 6 | 4       | 11            |
| 3     | N. Amarawickrama    | 2 | 4 | 6 | 4       | 12            |
| R     | Suneetha Wijesuriya | 6 | 1 | 1 | 6,5     | 8             |

### 57. Irland
| Platz | Land              | G | R | V | Brettp. | Mannschaftsp. |
| ----- | ----------------- | - | - | - | ------- | ------------- |
| 57    | Irland            | 4 | 1 | 9 | 17,5    | 9             |
| Brett | Spielerin         | G | R | V | Punkte  | Partien       |
| 1     | Máiréad O’Siochrú | 5 | 4 | 3 | 7       | 12            |
| 2     | Deborah Quinn     | 2 | 2 | 7 | 3       | 11            |
| 3     | Angela Knox       | 3 | 4 | 3 | 5       | 10            |
| R     | Gail Launders     | 1 | 3 | 5 | 2,5     | 9             |

### 58. Nigeria
| Platz | Land              | G | R | V | Brettp. | Mannschaftsp. |
| ----- | ----------------- | - | - | - | ------- | ------------- |
| 58    | Nigeria           | 3 | 3 | 8 | 14,5    | 9             |
| Brett | Spielerin         | G | R | V | Punkte  | Partien       |
| 1     | Agharese Usuanele | 3 | 2 | 9 | 4       | 14            |
| 2     | Onajite Hugbo     | 3 | 2 | 8 | 4       | 13            |
| 3     | Silvia Chidi      | 4 | 2 | 2 | 5       | 8             |
| R     | Oghenero Orumah   | 1 | 1 | 5 | 1,5     | 7             |

### 59. Angola
| Platz | Land              | G | R | V  | Brettp. | Mannschaftsp. |
| ----- | ----------------- | - | - | -- | ------- | ------------- |
| 59    | Angola            | 2 | 1 | 11 | 11,5    | 5             |
| Brett | Spielerin         | G | R | V  | Punkte  | Partien       |
| 1     | Maria da Luz      | 0 | 1 | 10 | 0,5     | 11            |
| 2     | Flora Afonso      | 2 | 1 | 08 | 2,5     | 11            |
| 3     | Sandra Venâncio   | 2 | 3 | 06 | 3,5     | 11            |
| R     | Engrácia de Jesus | 4 | 2 | 03 | 5       | 9             |

### 60. Vereinigte Arabische Emirate
| Platz | Land                         | G | R | V  | Brettp. | Mannschaftsp. |
| ----- | ---------------------------- | - | - | -- | ------- | ------------- |
| 60    | Vereinigte Arabische Emirate | 2 | 2 | 10 | 11,5    | 6             |
| Brett | Spielerin                    | G | R | V  | Punkte  | Partien       |
| 1     | Thuraiah Ahmed               | 3 | 0 | 10 | 3       | 13            |
| 2     | M. Hassan                    | 4 | 4 | 06 | 6       | 14            |
| 3     | J. Ghuloum Ali               | 1 | 1 | 09 | 1,5     | 11            |
| R     | Farag Amrou Mohamed          | 1 | 0 | 03 | 1       | 4             |

### 61. Neuseeland
| Platz | Land           | G | R | V  | Brettp. | Mannschaftsp. |
| ----- | -------------- | - | - | -- | ------- | ------------- |
| 61    | Neuseeland     | 2 | 1 | 11 | 11      | 5             |
| Brett | Spielerin      | G | R | V  | Punkte  | Partien       |
| 1     | Vivian Smith   | 5 | 4 | 05 | 7       | 14            |
| 2     | Helen Courtney | 0 | 1 | 09 | 0,5     | 10            |
| 3     | Edith Otene    | 1 | 1 | 07 | 1,5     | 9             |
| R     | Amy Cater      | 1 | 2 | 06 | 2       | 9             |

### 62. Seychellen
| Platz | Land           | G | R | V  | Brettp. | Mannschaftsp. |
| ----- | -------------- | - | - | -- | ------- | ------------- |
| 62    | Seychellen     | 0 | 0 | 13 | 5       | 2             |
| Brett | Spielerin      | G | R | V  | Punkte  | Partien       |
| 1     | Paule Domingue | 2 | 1 | 09 | 2,5     | 12            |
| 2     | N. Benoiton    | 0 | 0 | 08 | 0       | 8             |
| 3     | Amelie Payet   | 1 | 0 | 10 | 1       | 11            |
| R     | C. Vel         | 0 | 0 | 08 | 0       | 8             |

Die Mannschaft der Seychellen erhielt in der letzten Runde ein Freilos, welches mit 2 Mannschafts- und 1,5 Brettpunkten bewertet wurde.